# 1767 Lampland
1767 Lampland è un asteroide della fascia principale. Scoperto nel 1962, presenta un'orbita caratterizzata da un semiasse maggiore pari a 3,0166788 UA e da un'eccentricità di 0,1026018, inclinata di 9,83231° rispetto all'eclittica.
L'asteroide è dedicato all'astronomo statunitense Carl Otto Lampland.